# Mars 1868

## Événements
- Madagascar : Raharo essaie de reprendre le pouvoir, mais Rainilaiarivony arrête les conjurés. Le mois suivant, la reine Rasoherina meurt. Pour consolider son pouvoir, Rainilaiarivony épouse Ramona, cousine de la reine, qui monte sur le trône en prenant le nom de Ranavalona II.

- 1er mars : Lorenzo Batlle est désigné au pouvoir par l’Assemblé générale de l’Uruguay (1868-1872).

- 12 mars : le royaume Sotho de Moschech au Basotho (Lesotho) est placé sous protectorat britannique. Le pays est fermé à la colonisation européenne.

- 20 mars : dissolution de la Section française de la Première Internationale (procès intenté par le gouvernement impérial du 30 décembre 1867 au 20 mars 1868).

## Naissances
- 1er mars : Sophie Chotek, épouse morganatique de l'archiduc François-Ferdinand († 1914)
- 3 mars : Émile Chartier dit « Alain », né à Mortagne-au-Perche, philosophe français († 2 juin 1951).
- 5 mars : Prosper Poullet, homme politique belge († 3 décembre 1937).
- 14 mars : Emily Murphy, juge.
- 22 mars : Robert Andrews Millikan, né à Morrison, physicien américain, Prix Nobel de physique en 1923 († 19 décembre 1953).
- 28 mars : Maxime Gorki, écrivain russe († 1936).

## Décès
- 16 mars : Armand Lanusse, écrivain, activiste et éditeur américain (° 1810).
- 22 mars : Hermann Gemmel, architecte, peintre et professeur prussien (° 28 novembre 1813).